# Nemochovice
Nemochovice é uma comuna checa localizada na região de Morávia do Sul, distrito de Vyškov.